# Implementación
Una implementación es la ejecución o puesta en marcha de una idea programada, ya sea, de una aplicación informática, un plan, modelo científico, diseño específico, estándar, algoritmo o política.
(Distíngase siempre el término implementación de implantación, puesto que una implantación se realiza de forma impuesta u obligatoria al usuario sin importar su opinión; en cambio en la implementación se involucra al usuario en el desarrollo de lo que se está realizando).
En ciencias de la computación, una implementación es la realización de una especificación técnica o algoritmos como un programa, componente software, u otro sistema de cómputo. Muchas implementaciones son dadas según a una especificación o un estándar. Por ejemplo, un navegador web respeta (o debe respetar) en su implementación, las especificaciones recomendadas según el World Wide Web Consortium, y las herramientas de desarrollo del software contienen implementaciones de lenguajes de programación.
En la industria IT, la implementación se refiere al proceso post-venta de guía de un cliente sobre el uso del software o hardware que el cliente ha comprado. Esto incluye el análisis de requisitos, análisis del impacto, optimizaciones, sistemas de integración, política de uso, aprendizaje del usuario, marcha blanca y costes asociados. A menudo todos estos pasos son gestionados y dirigidos por un Director de Proyecto que utiliza metodologías de gestión de proyecto como las que por ejemplo se presentan en el Project Management Body of Knowledge. La implementación de software comprende el trabajo de grupos de profesionales  que son relativamente nuevos en la economía basada en la gestión del conocimiento, tales como  analista de negocios, analistas técnicos, arquitecto de software, y directores de proyecto. 
En ciencias políticas, la implantación se refiere al cumplimiento de la política pública. La legislación aprueba leyes que son llevadas a cabo por funcionarios públicos que trabajan en agencias burocráticas. Este proceso consiste en reglas de creación, reglas de administración y reglas de adjudicación. Los factores de impacto en la implantación incluyen decisiones legislativas, la capacidad administrativa para la implantación burocrática, un grupo de actividad interesado y opositores, y soporte ejecutivo o presidencial.

## Tipos de Implementación
- Direct changeover
- Hot standby
- Corridas en paralelo
- Pruebas piloto
- Well Trade